# 辛桂梓
辛桂梓（1956年9月—2021年2月1日），男，汉族，山东莱阳人，中华人民共和国政治人物。曲阜师范学院（现曲阜师范大学）历史专业毕业，中共中央党校政治学专业在职研究生学历。

## 生平
1975年8月参加工作。1982年5月加入中国共产党。历任中共烟台市委组织部研究室主任、副县级巡视员；中国共产党中央组织部调研员、副处长、正处长、干部调查审理局（干部监督局）副局长、局长等职。曾任中组部部长张全景的秘书。
2008年4月，任中共云南省委组织部部长，同年12月获任云南省委常委。
2011年8月，任中共辽宁省委常委、组织部部长。2016年10月，任辽宁省政协党组副书记。2017年1月，当选辽宁省政协副主席。2018年1月，卸任省政协副主席职务。2019年9月，退休。
2021年2月1日，在北京逝世，享年64岁。